# Xavier de Langlais
Xavier de Langlais (Sarzeau, 20 d'abril de 1906 - Rennes, 26 d'abril 1975) és un pintor i escriptor bretó. Va estudiar a l'Escola de Belles Arts de Nantes (1922) i continuà els estudis a París (1928). Allí va aprendre el bretó i es va fer amic de Xavier Haas. Va fer el servei militar a Fontainebleau, i en acabar es dedicà a les arts plàstiques a Bretanya. Es va casar el 1931 amb Annick Gazet du Chatelier (amb qui va tenir quatre fills). El 1948, es va convertir en professor de dibuix a l'Escola de Belles Arts de Rennes, on hi va fer tota la seva carrera. Treballà com a il·lustrador, principalment a través de la tècnica de la fusta cremada, les seves pròpies obres, així com nombrosos llibres sobre Bretanya.

## Activisme bretonista
Des de 1924, es posa en contacte amb l'Unvaniezh Seize Breur, un moviment d'artistes bretons aplegats per Jeanne Malivel i René-Yves Creston. Amb James Bouillé, arquitecte i membre de Seiz Breur, es va unir el 1935 al taller d'art bretó An Droellenn (l'espiral) taller bretó d'art cristià. És autor de murals religiosos (Capella del Col·legi Saint-Joseph a Lannion, seminari major de Saint-Brieuc, Notre-Dame-de-la-Mer a Étel i Església de La Richardais) i "Camí de la Creu" (Baule-Escoublac).
El 1926 es va reunir amb Roparz Hemon a París, i es va integrar al grup d'editors de la revista literària Gwalarn. Va compondre obres de teatre, poemes, l'únic estudi sobre l'article publicat en bretó, etc. Com a escriptor en bretó, fou un ferm defensor de la reforma ortogràfica que havia d'incloure les formes específiques del dialecte gweneg. Des de 1936 va organitzar converses a Gwened amb autors locals i d'ací el 1941 en va sorgir la reforma ortogràfica anomenada peurunvan. Langlais s'implicà en la promoció del bretó: el 1942, va crear el "segell" Komzomp Brezoneg (Parlem Bretó), i la postal Komzit brezoneg d'in Mammig ! (Parla'm en bretó, mareta!). Al mateix temps va començar la composició del seu primer treball escrit ambiciós Enez ar rod (Illa d'hivernacle), de la que la primera edició en paper fou destruïda durant el bombardeig de Rennes. El 1941 va decidir anar a Rennes, on va fer de crític literari i artístic i cap de la crònica en bretó Lan hag Hervé del diari regionalist - tendència Pétain - La Bretagne de Yann Fouéré.

## Després de la guerra
Després de la guerra, mentre que el moviment cultural bretó va ser decapitat, va contribuir a l'aparició el 1949 de l'editorial Ar Balb (Breuriezh al livrioù brezhonek), que publica la seva famosa novel·la escrita abans de la guerra: Enez ar rod. Assumí la presidència del Cercle Cèltic de Rennes, i fou membre fundador del Camp de bretonòfons Kamp etrekeltiek ar vrezhonegerie amb Vefa de Bellaing i Ronan Huon, establert el 1948 i que encara existeix.
Anteriorment a l'estiu del 1946 per invitació d'A. Keravel, va donar una conferència sobre el significat de la bellesa en els nens de l'Escola d'Ar Falz a Audierne, espècie de laboratori d'on sortirà el Campament dels bretonòfons. El febrer de 1947 va posar sota l'ègida de la Seize Breur (que Creston tractava en va de reviure) una conferència pronunciada a París al cercle Ker Vreizh, en el desè aniversari de la mort de Jakez Riou., c'est son cycle Le roman du roi Arthur, cinq volumes dans sa version française, dont il n'aura pas le bonheur de mener à terme la version en langue bretonne. Durant tota la seva vida va participar en la cultura bretona viva, especialment a través de la seva pintura, les seves il·lustracions de llibres, gravats en fusta. Com a professor de Belles Arts va construir un monument - constantment reeditat - a favor de la lectura "armoricana" de la Matèria de Bretanya, assessorat per medievalistes com Jean Frappier o Morgan Watkins, el seu cicle Le Roman du Roi Arthur, en cinc volums en la seva versió en francès, que no arribà a veure traduïda al bretó.

## Obra literària
- An diou zremm (Dues visions), peça de teatre, 1932.
  - 'An div zremm', a C'hoariva brezhonek, Skridoù Breizh, 1943 (amb altres peces en bretó de Perrot, J. Priel, R. Hemon, C. Marlowe, H. Ghéon).
- Kanou en noz (poemes), Rennes, Moulerez Keuwerzel Breiz, 1932, 67pp.
- Koroll ar vuhez hag ar maro (Dansa de la vida i de la mort), poeme, 1938.
  - Koroll a maro gant ar vuhez, reedició Hor Yezh, 2006, 79pp.
- Ene al Linennou (l'ànima de les línies), Brest, Skridoù Breizh, 1942, 84+8pp
- Enez ar Rod (l'illa de la Roda), Rennes, Ar Balb, 1949, 310pp, 27 pl. (bois); reed. Hor Yezh, 2000 (conte de ciència-ficció escrit el 1940-1942).
- L'Ile sous cloche (traducció francesa d'Enez ar Rod), Nantes, 1946; reed. Denoël (Présence du futur, 86), 1965-66, i Spézet, Coop Breizh, 2002.
- Tristan hag Izold, Brest, Al Liamm, 1958, reed. 1972 (trad. francesa, 1974).
- La Technique de la peinture à l'huile. Histoire du procédé à l'huile, de Van Eyck à nos jours, P., Flammarion, 1959, red. 1963, 1966, 1968, 1973, 1988, 2002.
- Le Roman du Roi Arthur, cicle artúric en 5 vol. 'renouvelé par Xavier de Langlais', P. Piazza, 1965-1971; reedició Heures claires, 1980, després Spézet, Coop Breizh :
  - Le roman du Roi Arthur [Merlin] (1965), ISBN 2903708142
  - Lancelot, ISBN 2909924211
  - Perceval, ISBN 2909924106
  - La Quête du Graal (1971), ISBN 2903708134
  - La Fin des temps aventureux (1971), postface de Jean Frappier, ISBN 290992422X
- Tristan et Yseult, traduït del bretó per Andrev Roparz, Rennes, Terre de brume, 1994, ISBN 2908021374 (cf. 1958).
- Romant ar Roue Arzhur. Marzhin (Merlí), versió bretona del primer llibre del cicle artúric, Brest, Al Liamm, 1975, 191pp.

## Obra il·lustrada
- Bédier (joseph) Le roman de Tristan et Iseut, Fouesnant, Yoran embanner, 2008.
- Briant (théophile) Saint-Malo dévasté, (Nantes, imprim. Beuchet & Vanden Brugge pour) Rennes, l'Artiste. (1946).
- Briant (théophile) Les amazones de la chouannerie, P., Lanore, 1996.
- Er Mason (roperh) Chal ha dichal, skeudennet get X. de Langlais, Henbont, Dihunamb, 1943.
- Hemon (roparz) Alanig an Tri Roue, Skridoù Breizh, 1950.